# Cynodonichthys
Cynodonichthys es un género de peces de agua dulce de la familia rivúlidos en el orden de los ciprinodontiformes, que se distribuyen por ríos de América del Sur.
Antiguamente incluido como subgénero dentro del género Rivulus, fue elevado a la categoría de género en 2011.

## Hábitat
Viven en ríos y arroyos de la sabana boscosa y en estanques y pantanos de la selva de gran parte de Sudamérica.

## Especies
Se conocen unas 27 especies válidas en este género:
- Cynodonichthys birkhahni (Berkenkamp y Etzel, 1992)
- Cynodonichthys boehlkei (Huber y Fels, 1985)
- Cynodonichthys brunneus (Meek e Hildebrand, 1913)
- Cynodonichthys chucunaque (Breder, 1925)
- Cynodonichthys elegans (Steindachner, 1880)
- Cynodonichthys frommi (Berkenkamp y Etzel, 1993)
- Cynodonichthys fuscolineatus (Bussing, 1980)
- Cynodonichthys glaucus (Bussing, 1980)
- Cynodonichthys godmani (Regan, 1907)
- Cynodonichthys hendrichsi (Álvarez y Carranza, 1952)
- Cynodonichthys hildebrandi (Myers, 1927)
- Cynodonichthys isthmensis (Garman, 1895)
- Cynodonichthys kuelpmanni (Berkenkamp y Etzel, 1993)
- Cynodonichthys leucurus (Fowler, 1944)
- Cynodonichthys magdalenae (Eigenmann y Henn, 1916)
- Cynodonichthys monikae (Berkenkamp y Etzel, 1995)
- Cynodonichthys montium (Hildebrand, 1938)
- Cynodonichthys myersi (Hubbs, 1936)
- Cynodonichthys pacificus (Huber, 1992)
- Cynodonichthys rubripunctatus (Bussing, 1980)
- Cynodonichthys siegfriedi (Bussing, 1980)
- Cynodonichthys sucubti (Breder, 1925)
- Cynodonichthys tenuis (Meek, 1904)
- Cynodonichthys uroflammeus (Bussing, 1980)
- Cynodonichthys villwocki (Berkenkamp y Etzel, 1997)
- Cynodonichthys wassmanni (Berkenkamp y Etzel, 1999)
- Cynodonichthys weberi (Huber, 1992)